# Seznam zápasů české fotbalové reprezentace 2023
Seznam zápasů české fotbalové reprezentace 2023 uvádí přehled všech utkání tohoto reprezentačního výběru, jež sehrál během roku 2023. Celkem jich bylo deset, a to osm kvalifikačních na mistrovství Evropy 2024 a zbylé dva přátelské. V uvedených deseti střetnutích česká reprezentace pětkrát vyhrála, čtyřikrát remizovala a jednou prohrála. Po celý rok vedl reprezentaci z pozice hlavního trenéra Jaroslav Šilhavý, jenž se však po posledním utkání v roce, kdy dovedl svůj výběr na evropský šampionát, rozhodl rezignovat.

## Přehled zápasů
| 24. března 2023 kvalifikace ME 2024, skupina E |       |               |                                                                  |
| Česko                                          | 3 – 1 | Polsko        | Fortuna Arena, Praha diváci: 19 045 rozhodčí: Tasos Sidiropoulos |
| Krejčí 1' Čvančara 3' Kuchta 63'               |       | 87' Szymanski | Fortuna Arena, Praha diváci: 19 045 rozhodčí: Tasos Sidiropoulos |

| 27. března 2023 kvalifikace ME 2024, skupina E |       |       |                                                   |
| Moldavsko                                      | 0 – 0 | Česko | Stadion Zimbru, Kišiněv rozhodčí: Daniel Schlager |
|                                                |       |       | Stadion Zimbru, Kišiněv rozhodčí: Daniel Schlager |

| 17. června 2023 kvalifikace ME 2024, skupina E |       |                           |                                               |
| Faerské ostrovy                                | 0 – 3 | Česko                     | Tórsvøllur, Tórshavn rozhodčí: Arda Kardesler |
|                                                |       | 15' Krejčí 44', 75' Černý | Tórsvøllur, Tórshavn rozhodčí: Arda Kardesler |

| 20. června 2023 přátelské |       |                                              |                                                          |
| Černá Hora                | 1 – 4 | Česko                                        | Městský stadion, Podgorica rozhodčí: Matthew De Gabriele |
| Camaj 67'                 |       | 28' Chytil 57' Sadílek 76' Provod 85' Hložek | Městský stadion, Podgorica rozhodčí: Matthew De Gabriele |

| 7. září 2023 kvalifikace ME 2024, skupina E |       |             |                                                              |
| Česko                                       | 1 – 1 | Albánie     | Fortuna Arena, Praha diváci: 18 641 rozhodčí: Anthony Taylor |
| Černý 57'                                   |       | 66' Bajrami | Fortuna Arena, Praha diváci: 18 641 rozhodčí: Anthony Taylor |

| 10. září 2023 přátelské |       |             |                                                            |
| Maďarsko                | 1 – 1 | Česko       | Puskás Aréna, Budapešť diváci: 54 444 rozhodčí: Igor Pajač |
| Sallai 52'              |       | 63' Jurečka | Puskás Aréna, Budapešť diváci: 54 444 rozhodčí: Igor Pajač |

| 12. října 2023 kvalifikace ME 2024, skupina E |       |       |                                                                     |
| Albánie                                       | 3 – 0 | Česko | Air Albania Stadium, Tirana diváci: 22 500 rozhodčí: Danny Makkelie |
| Asani 9' Seferi 51', 73'                      |       |       | Air Albania Stadium, Tirana diváci: 22 500 rozhodčí: Danny Makkelie |

| 15. října 2023 kvalifikace ME 2024, skupina E |       |                 |                                                                |
| Česko                                         | 1 – 0 | Faerské ostrovy | Stadion města Plzně, Plzeň diváci: 9 115 rozhodčí: Rohit Saggi |
| Souček 76' (pen.)                             |       |                 | Stadion města Plzně, Plzeň diváci: 9 115 rozhodčí: Rohit Saggi |

| 17. listopadu 2023 kvalifikace ME 2024, skupina E |       |            |                                                                  |
| Polsko                                            | 1 – 1 | Česko      | Národní stadion, Varšava diváci: 56 310 rozhodčí: Daniele Orsato |
| Piotrowski 38'                                    |       | 49' Souček | Národní stadion, Varšava diváci: 56 310 rozhodčí: Daniele Orsato |

| 20. listopadu 2023 kvalifikace ME 2024, skupina E |       |           |                                                                 |
| Česko                                             | 3 – 0 | Moldavsko | Andrův stadion, Olomouc diváci: 11 653 rozhodčí: Sandro Schärer |
| Douděra 14' Chorý 72' Souček 90'                  |       |           | Andrův stadion, Olomouc diváci: 11 653 rozhodčí: Sandro Schärer |